# Кнайпхофская гимназия
Кнайпхофская гимназия (нем. Kneiphöfisches Gymnasium) — образовательное учреждение в квартале Кнайпхоф в городе Кёнигсберге, нынешнем Калининграде.

## История
Кнайпхофская гимназия была основана приблизительно в 1304 году. После начала строительства Кёнигсбергского собора на острове Кнайпхоф в 1333 году школа была перенесена севернее от нового собора.
21 августа 1831 года образовательное учреждение было преобразовано в гуманистическую гимназию. Позднее гимназия переехала в новое строение к северу от собора в 1865 году. Гимназия была расширена в 1898 году, получив новый спортзал.
C 6 января 1923 произошло объединение этой гимназии с гимназией Альтштадта, в результате чего была образована Городская гимназия Альтштадта-Кнайпхофа. Занятия объединённой гимназии проходили в здании Кнайпхофской гимназии. В ходе бомбёжки 29–30 августа 1944 г. оно полностью выгорело. В октябре того же года учебный процесс был возобновлён имеющимися силами совместно для двух гуманистических гимназий (Городской гимназии и Фридриховской коллегии) в приспособленном для этого здании. 23 января 1945 г. по распоряжению властей все городские школы были закрыты. В результате перестала существовать и Кнайпхофская гимназия.
За 640 лет своего существования учебное заведение дало образование многим известным представителям прусской культурной и политической элиты. В её стенах учились политик и дипломат Август Карл фон Денгоф, дипломат и государственный деятель, статс-секретарь иностранных дел Артур Циммерман, германский и израильский юрист, первый Председатель Верховного суда Израиля Моше Змора, 
немецкий политик Густав фон Госслер, предприниматель, экономист и издатель Адольф Замтер. Из её стен вышел целый ряд будущих учёных: географ Эрих фон Дригальский, химик Роберт Хаген (1815–1858), ботаник Роберт Каспари, математики Иоганн Штраус (1590–1630), Иоганн Густав Гермес и Эрнст Рихард Нойман (1875–1955), индолог Рихард фон Гарбе (1852–1934), уроженец г. Кашина, филолог Александр Шмидт (1816–1887). В гимназии учились также деятели искусства и литературы: художник Ловис Коринт, актёр театра и кино и кинорежиссёр Пауль Вегенер, артист, певец и кинорежиссёр Вернер Функ (1881–1951), архитектор и градостроитель Бруно Таут, священник и автор церковных песнопений Георг Вейсель (1590–1635), историк культуры, этнолог, востоковед и писатель Теодор Густав Диркс (1852–1934), писатель и юрист Эрнст Вихерт (1831–1902).
В гимназии преподавали известный лютеранский богослов Мартин Хемниц, поэт Симон Дах, теолог и историк литературы Георг Кристоф Пизанский (1725–1790), филолог-классик Георге Вихерт (1811–1876), историк Кёнигсберга Рихард Армштедт (1851–1931).